# Писаний Камінь
Пи́саний Ка́мінь — геологічна пам'ятка природи місцевого значення в Україні. Розміщена у Верховинському районі Івано-Франківської області, на північ від села Верхній Ясенів і за кілька кілометрів на південний схід від села Буковець та Буковецького перевалу. 
Площа природоохоронної території 5 га. Перебуває у відання Верховинського МГЛ[джерело?]. 
Писаний Камінь — група мальовничих скель. Величезні брили пісковику починаються з північного заходу з каменів заввишки 2–3 м і тягнуться ланцюгом (бл. 80 м) на південний схід, переходячи у масивні моноліти заввишки до 20 м. Верх каменів утворює горизонтальну площину. 
Свою назву Камінь одержав від карбів (петрогліфів), найдавніший з яких походить з часів Київської Русі. За деякими припущеннями, в минулому на скелях було язичницьке капище. Залишками капища вважають дев'ять круглих виїмок-чаш, які вирубані в камені. На внутрішніх стінках окремих заглибин збереглися виразні сліди видовбування якимось гострим предметом. Дно деяких із них має ознаки випаленого каменю. Поміж «чашами» і довкола них є понад 30 символічних малюнків петрогліфів. 
Писаний Камінь — цікава історична та геологічна пам'ятка. Зі скель розгортається велична панорама гірських хребтів і вершин. Тут часто бували Іван Франко, Леся Українка, Михайло Коцюбинський та інші діячі української культури.

## Галерея

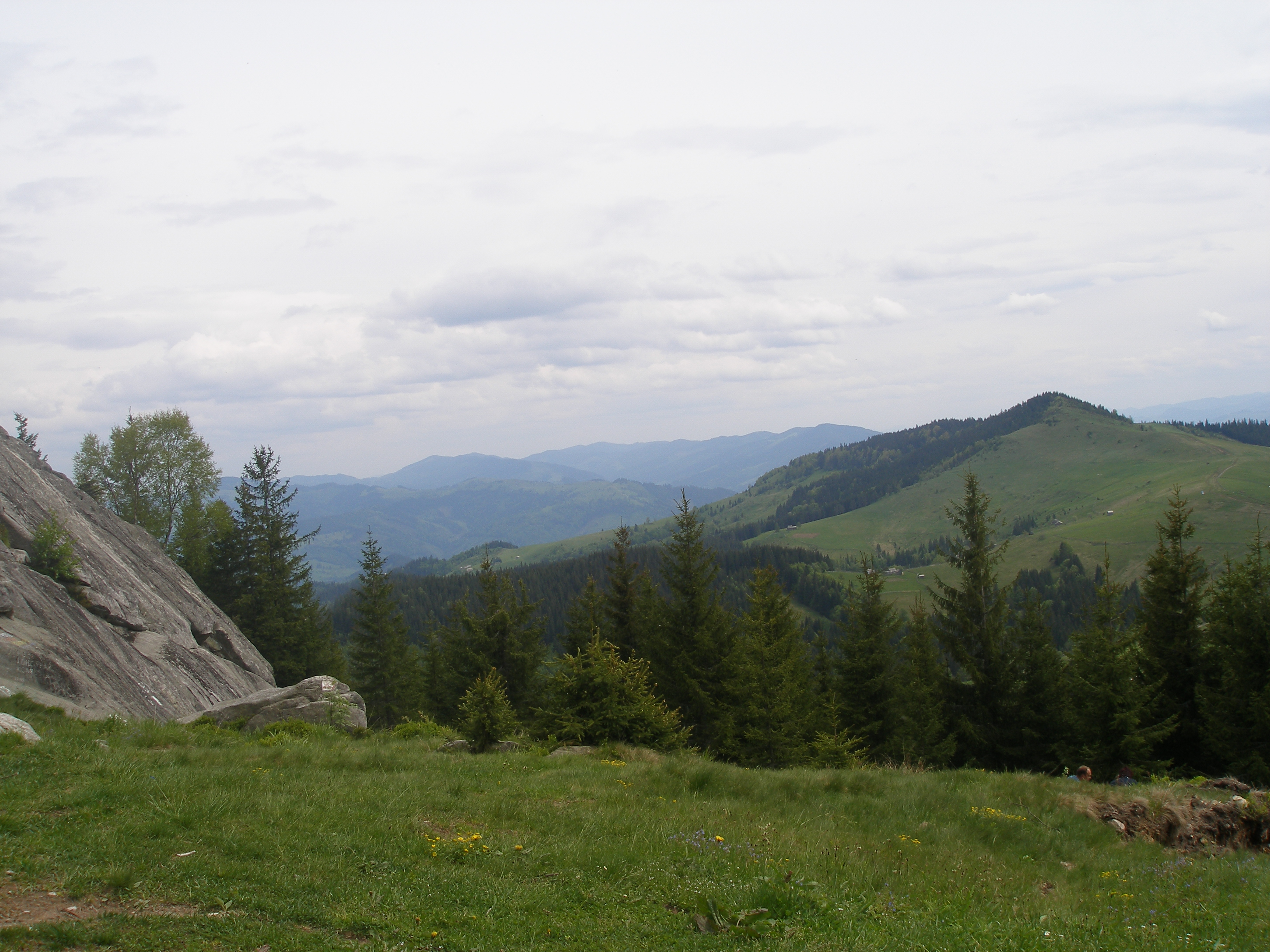
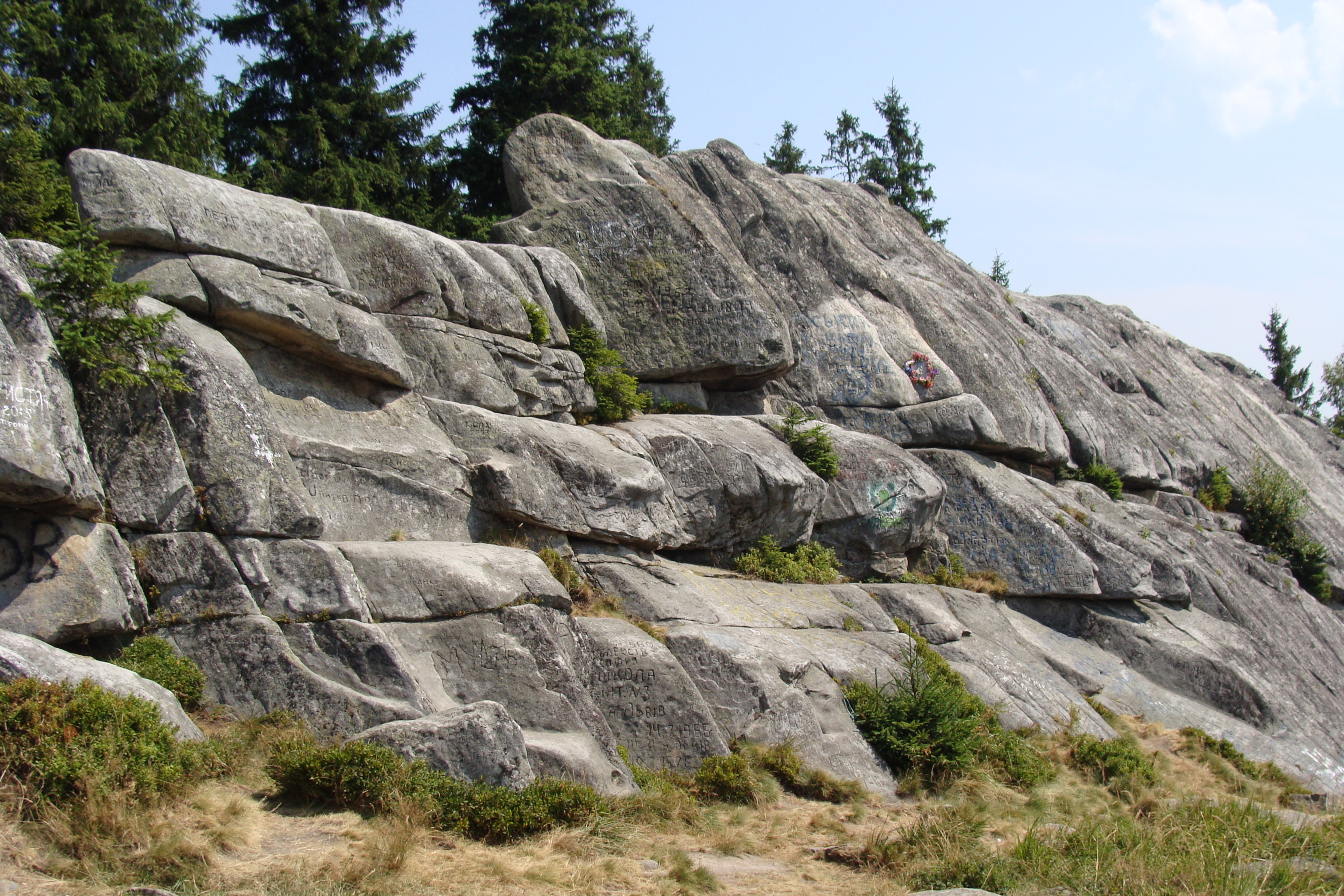
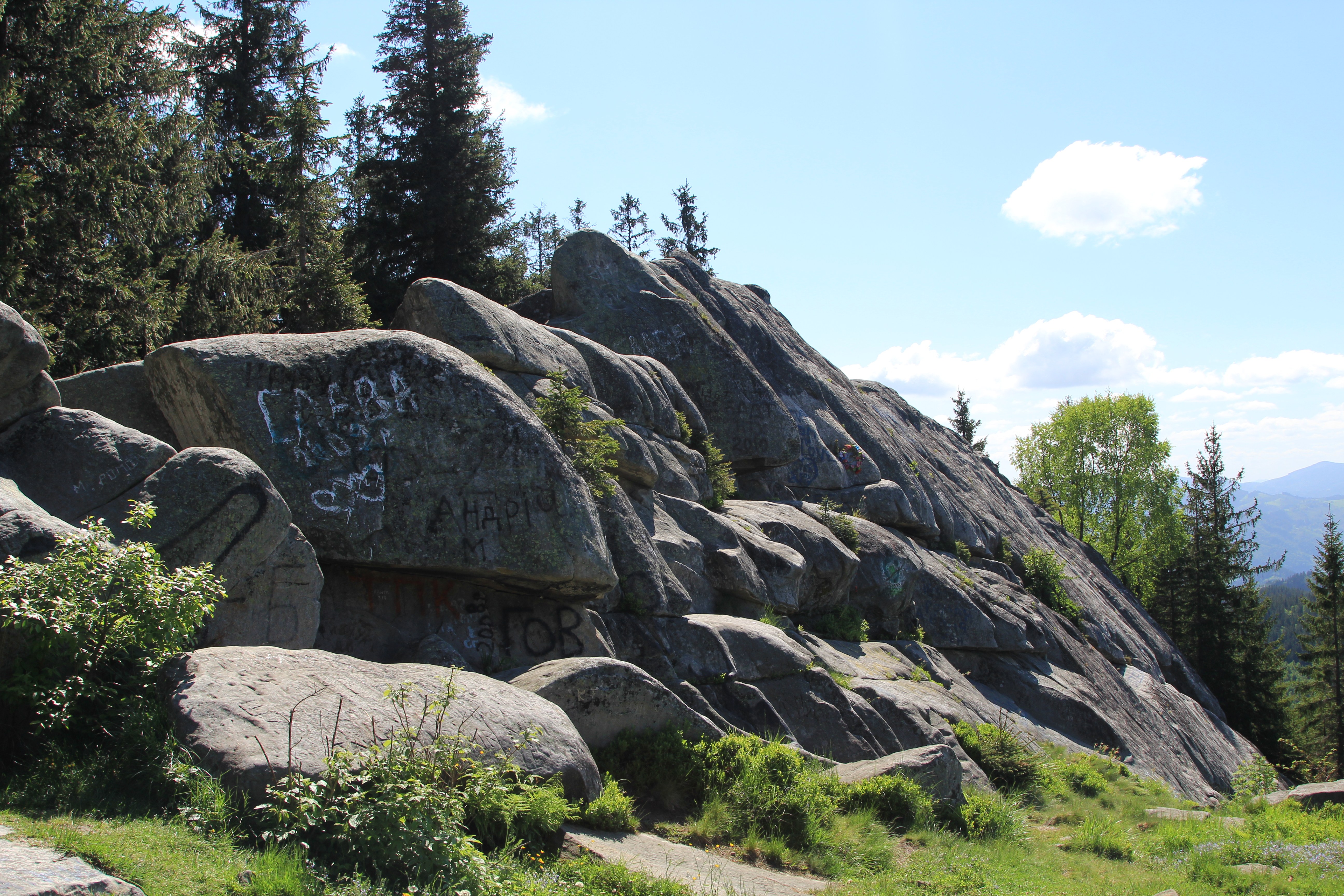
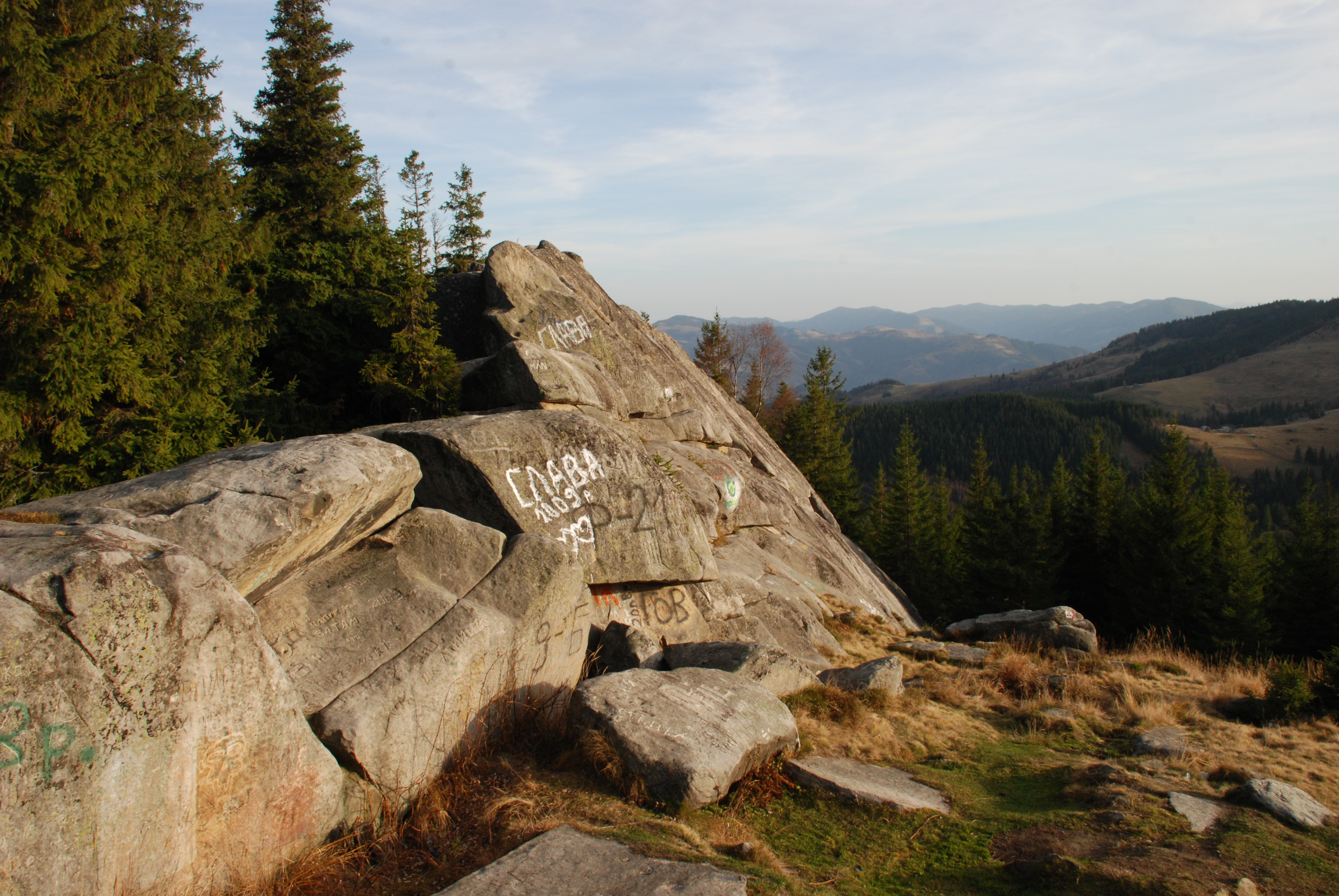
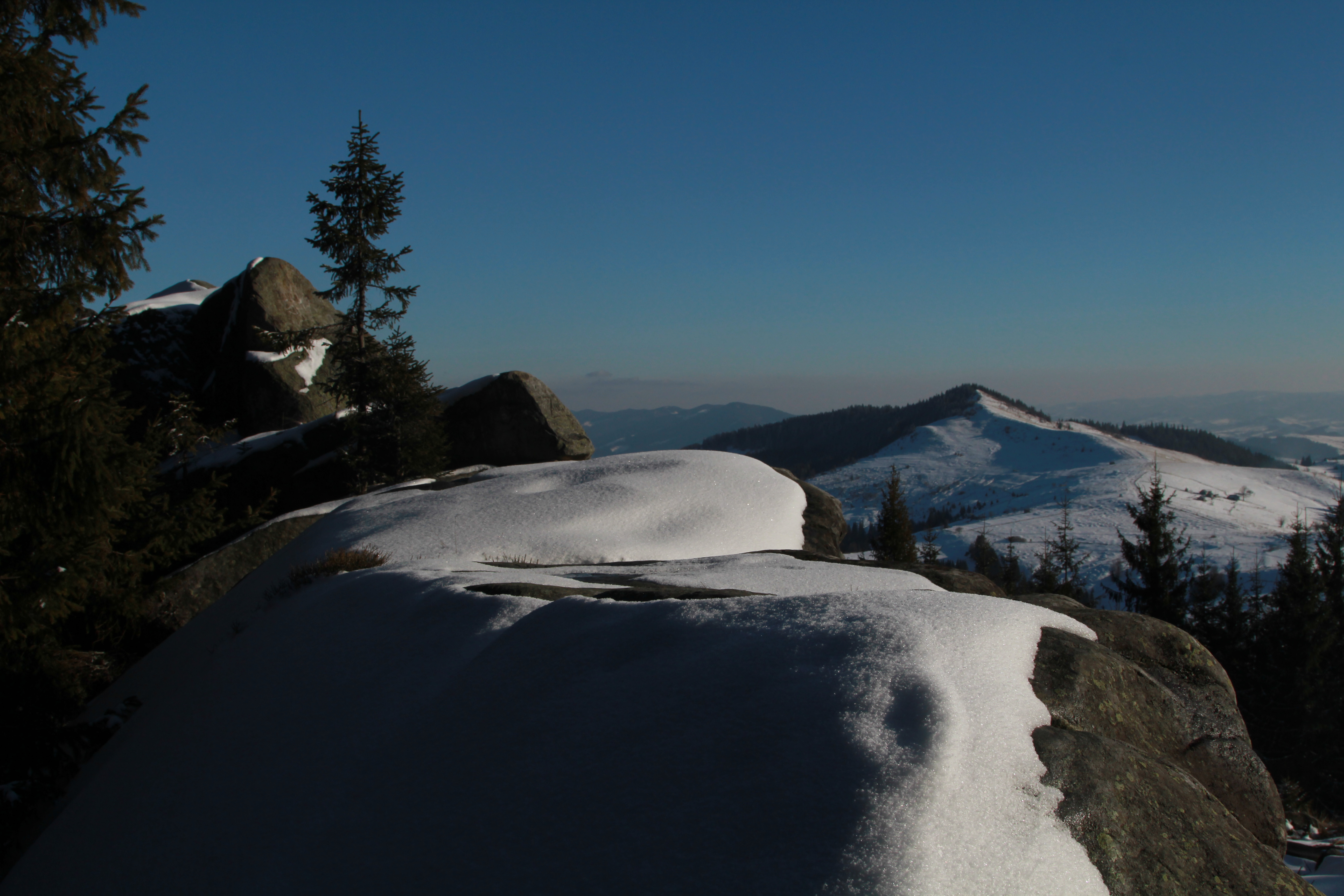
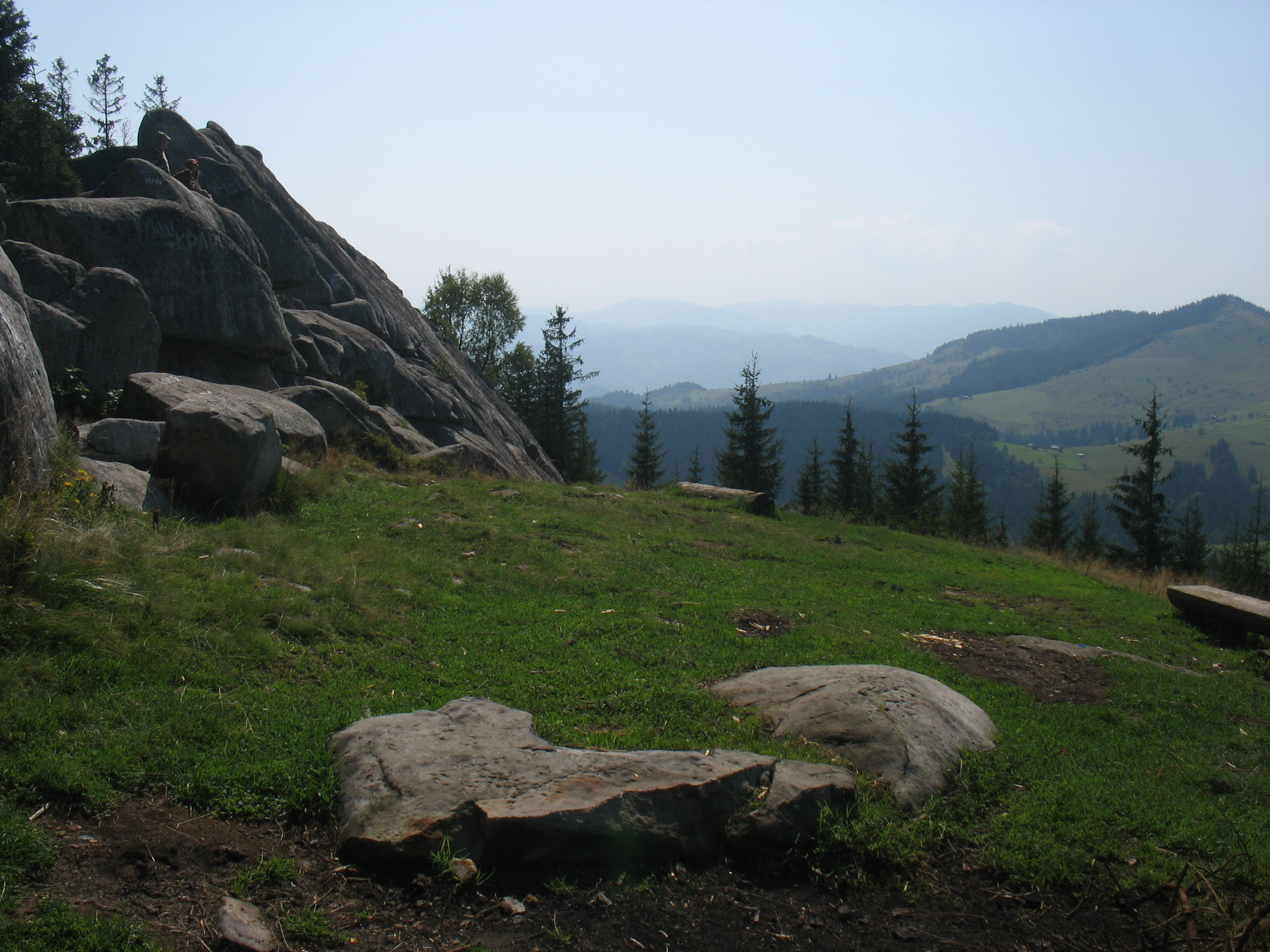
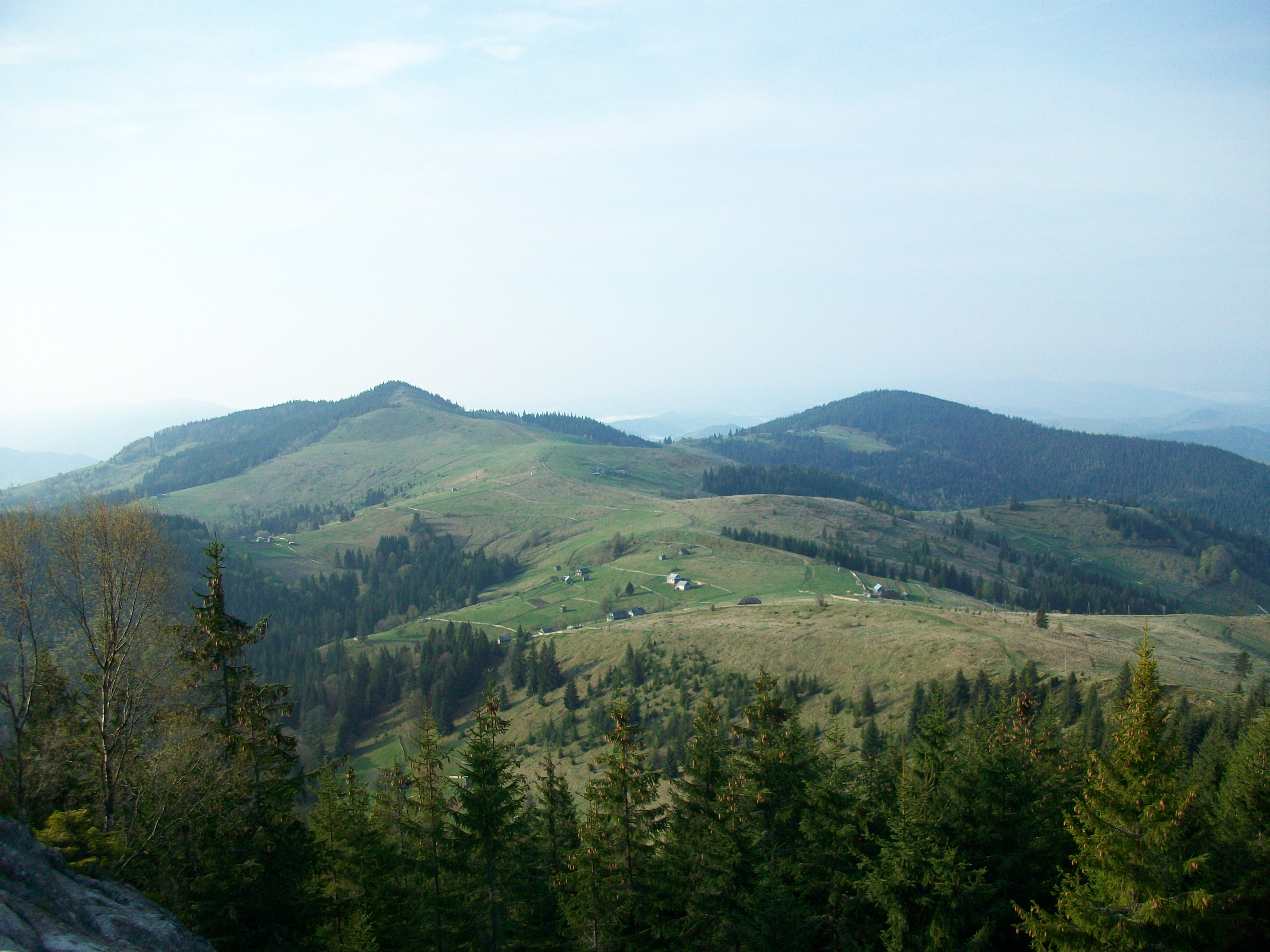
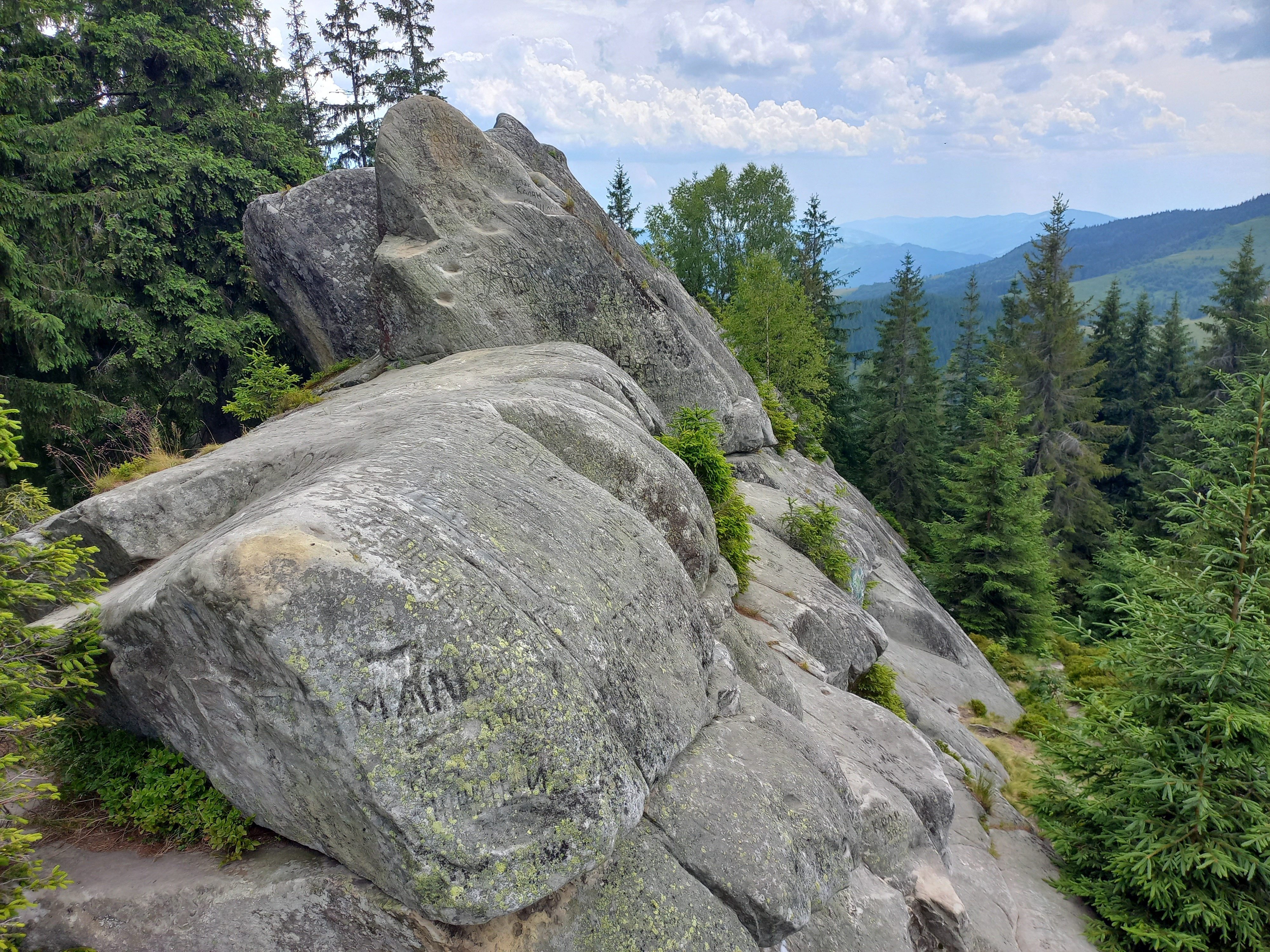
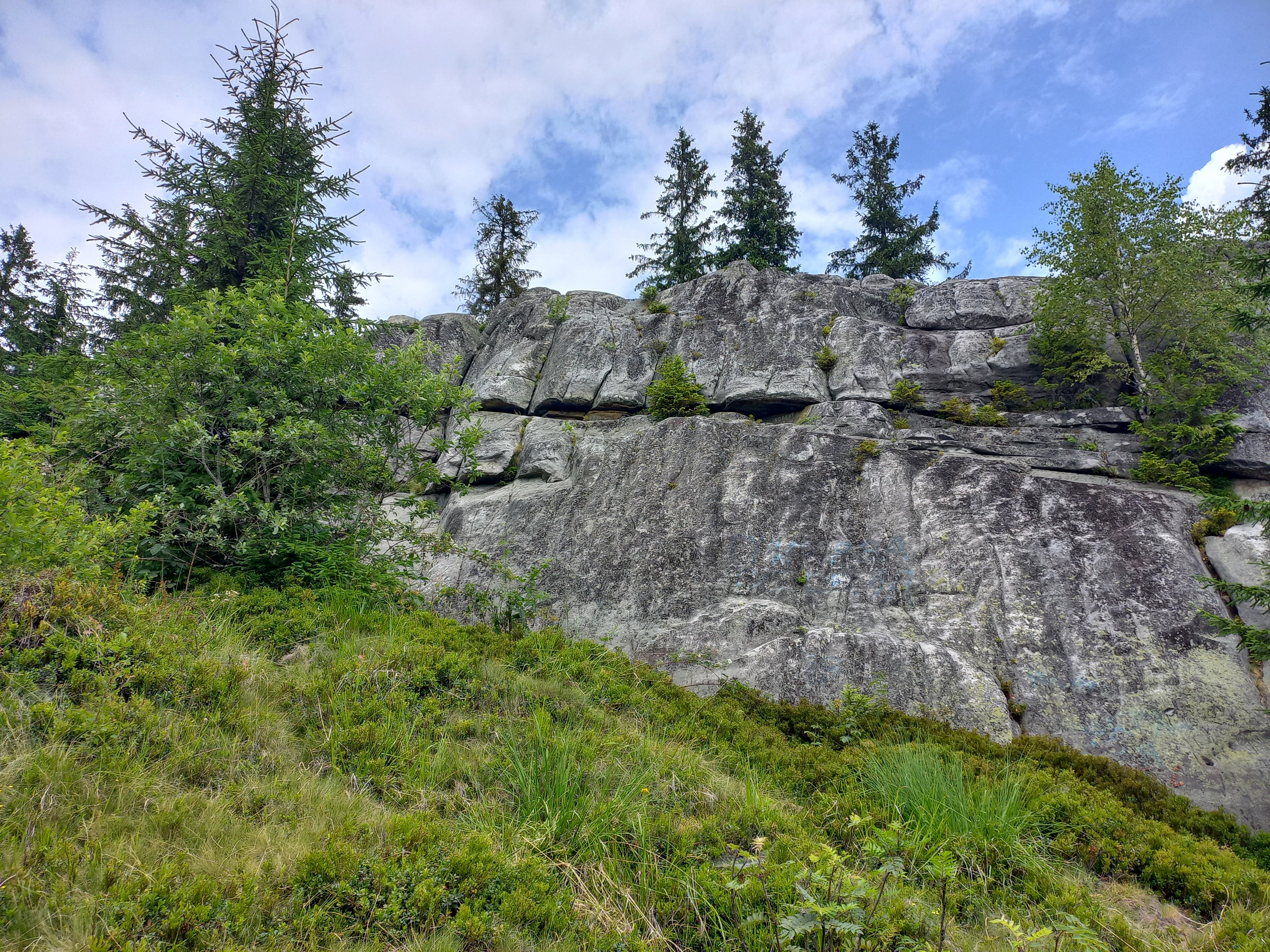
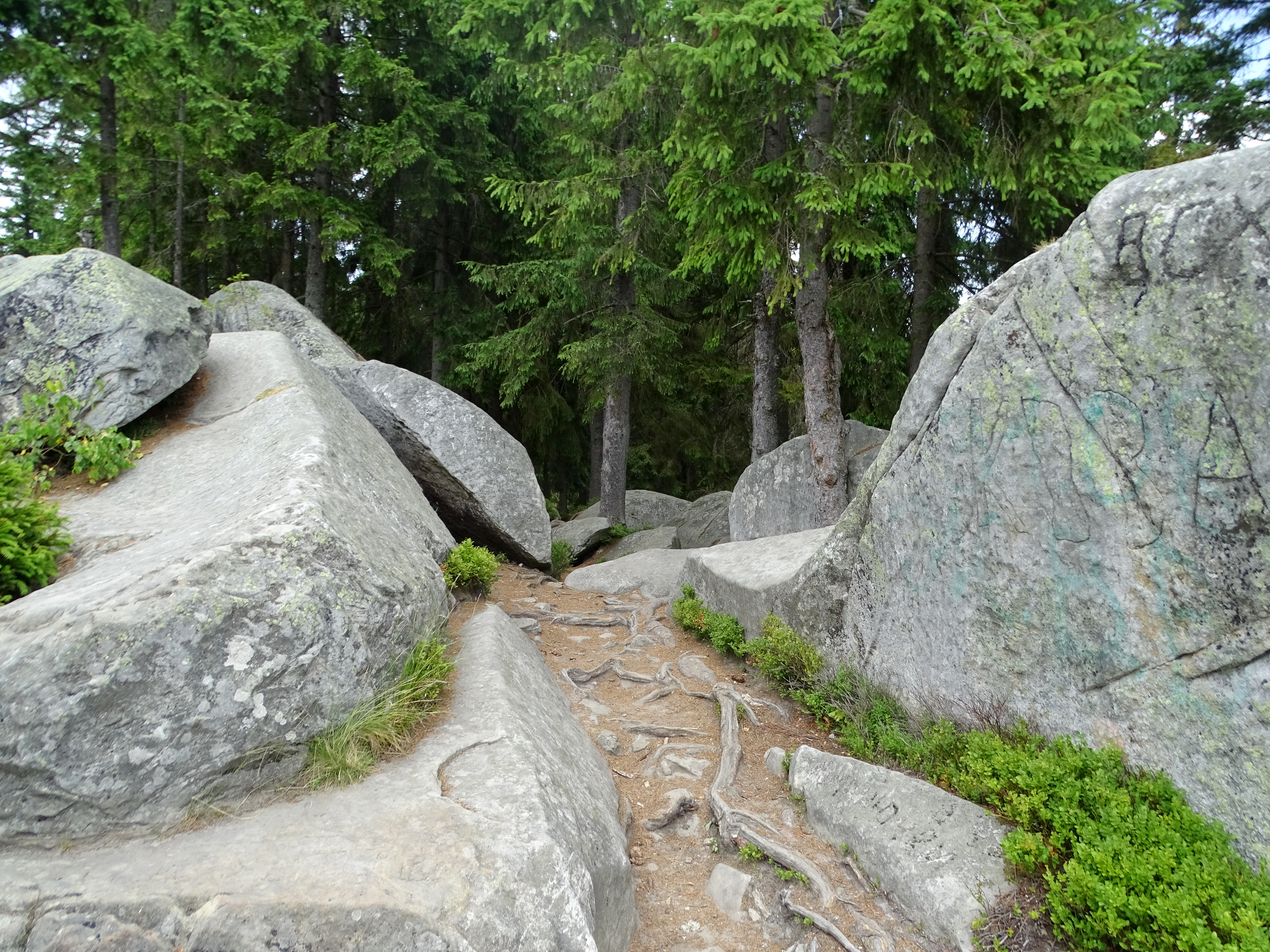
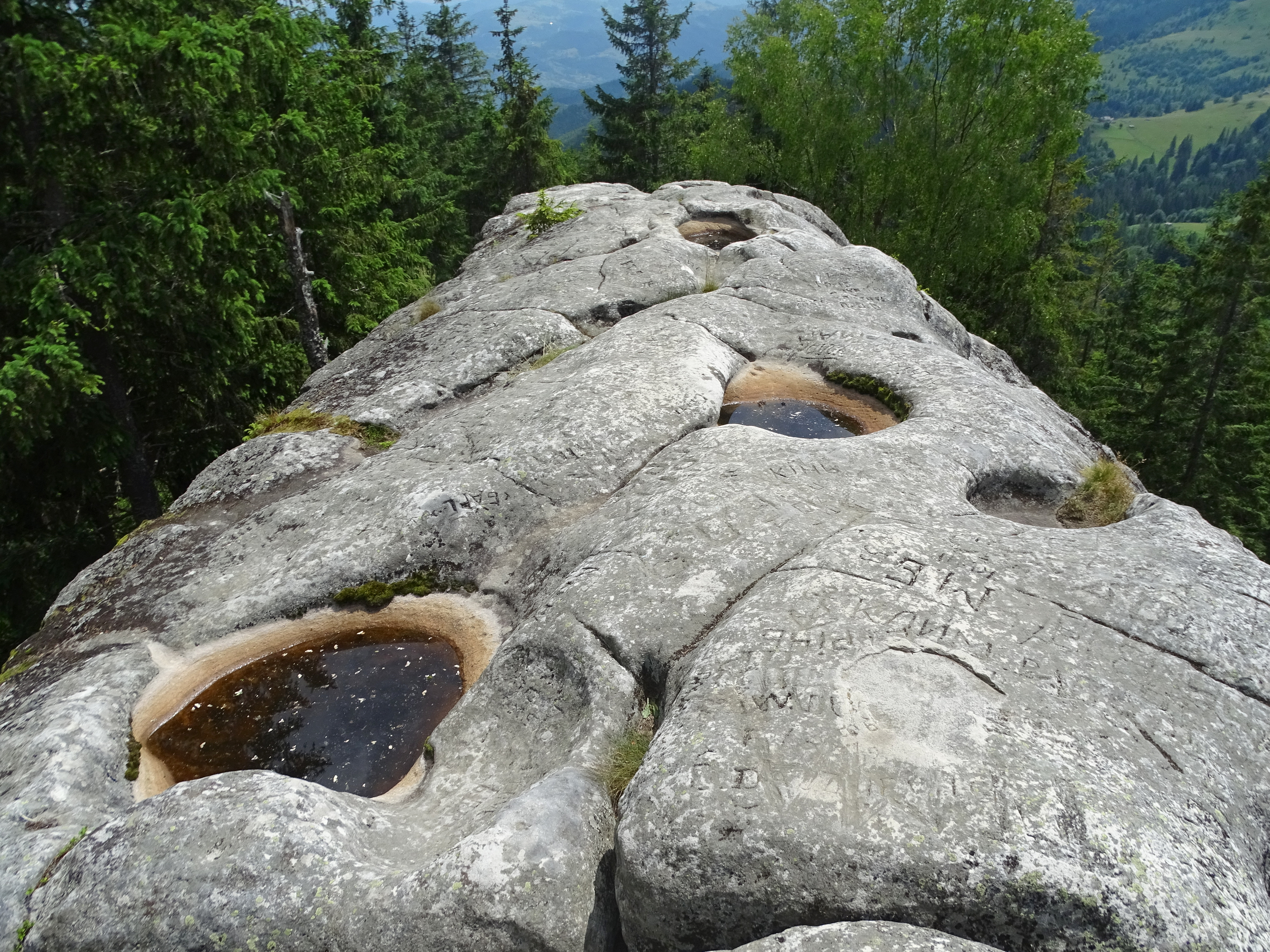
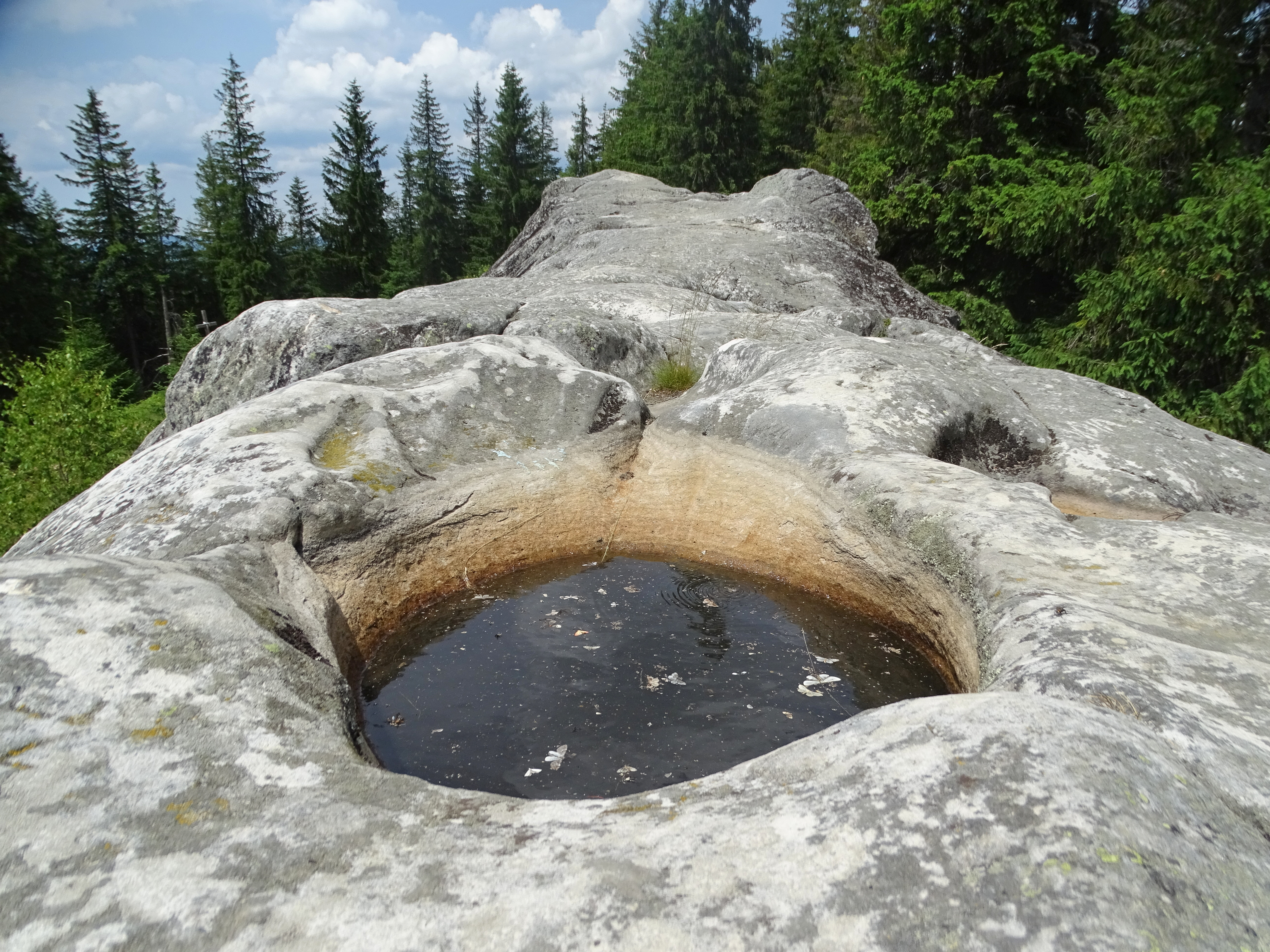
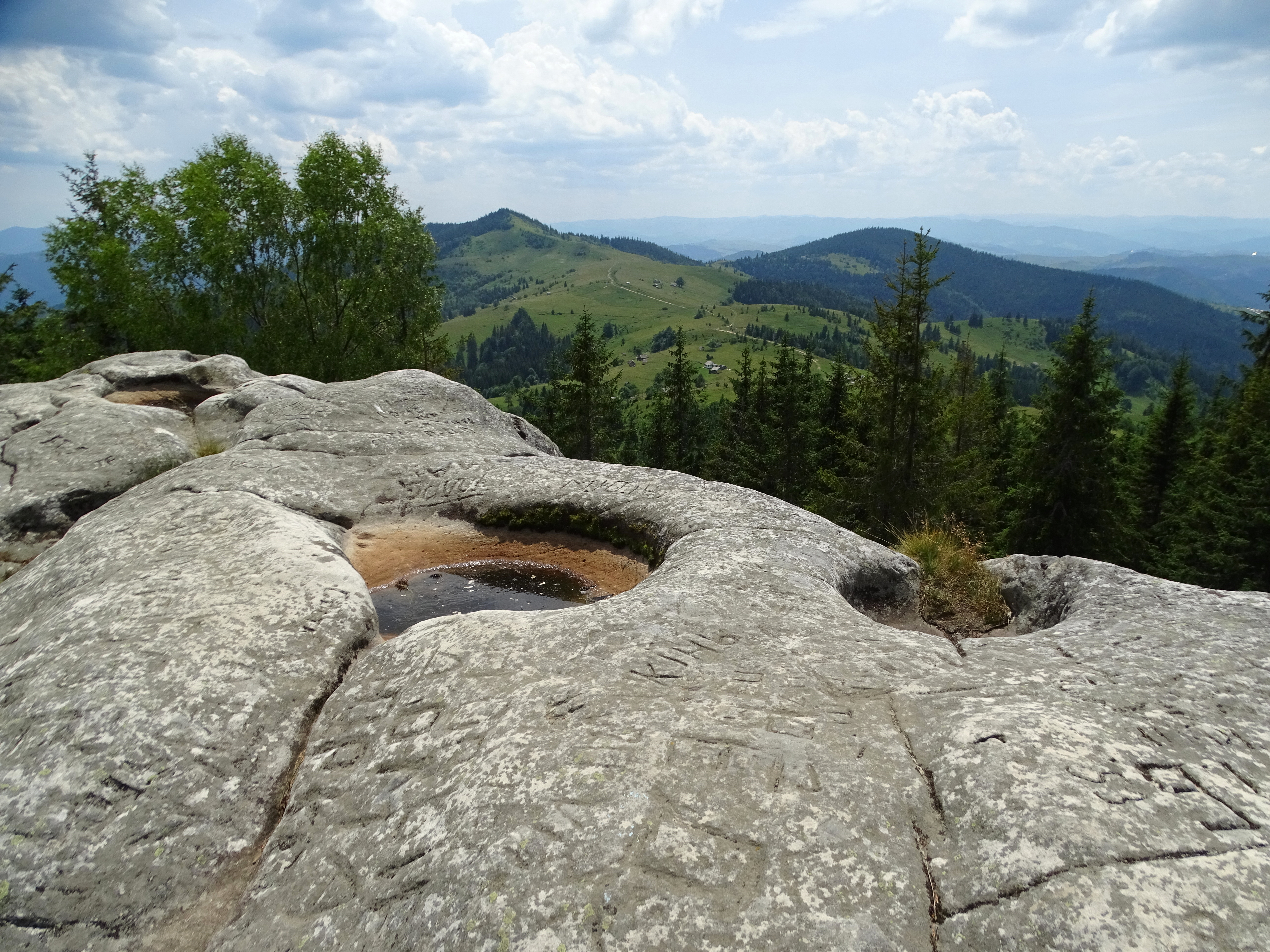

## Легенда про Писаний Камінь
|  | Дуже давно навколишні гори заселяли племена карпів, які дали назву Карпатам. Це були люди-гіганти, як міфічні титани, наділені надзвичайною силою. Так-от, вони прикотили сюди ці камені, щоб увіковічнити пам'ять про перебування тут, закопали свої скарби і накрили їх каменями. Відтоді і ходять сюди люди, щоб поклонитися могутньому духові своїх предків |